# レゼルボワール
レゼルボワール（RESERVOIR）はフランスの高級腕時計メーカーである。

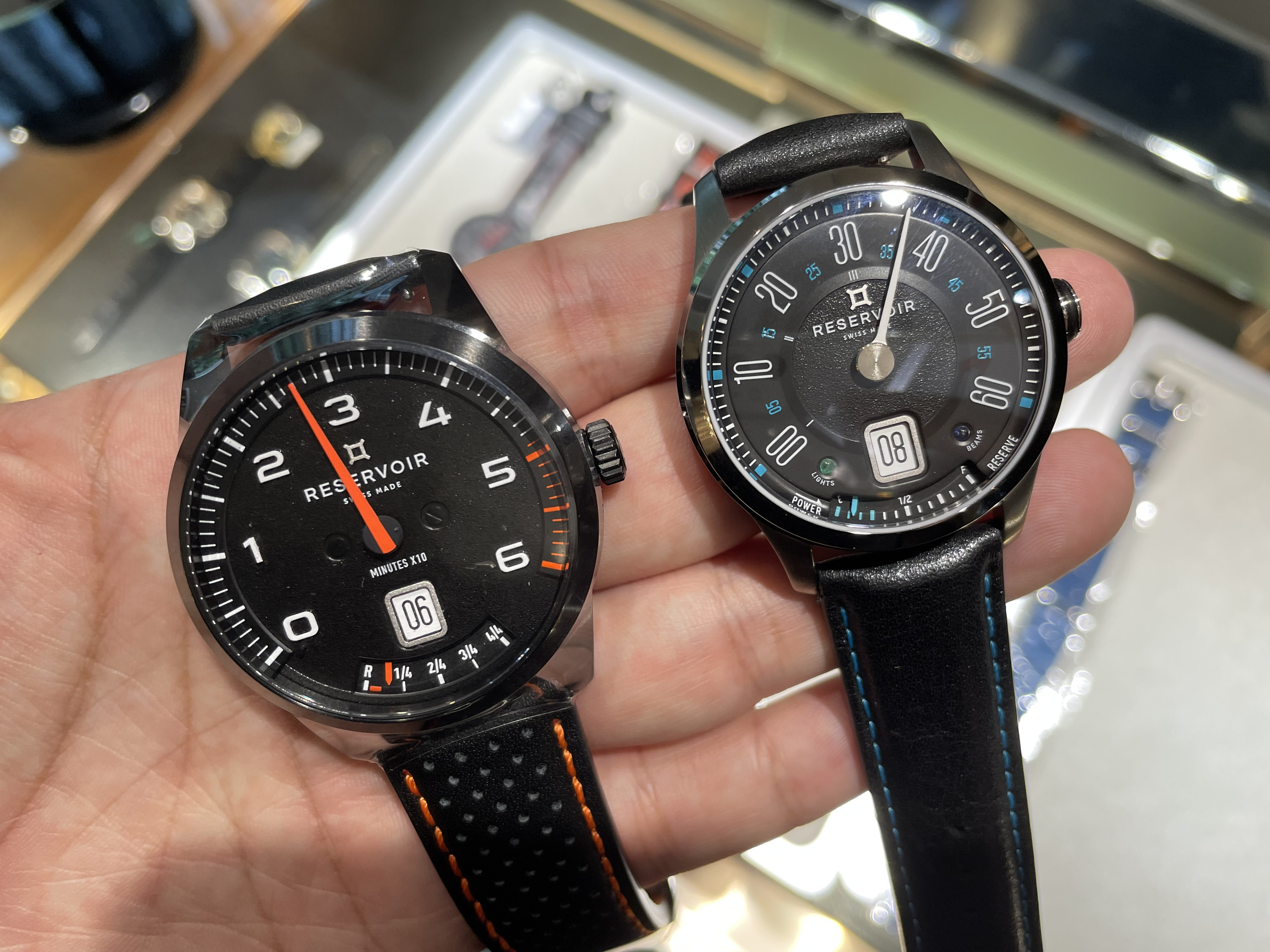
GT TOUR 371 SE & LONGBRIDGE ROYAL BLUE

## 概要
レゼルボワールは、「時と計測に情熱を注いだ者たちが、極めて厳密な形で設計した機械＝古い計測機器の機能性と美学にインスパイアされたレゼルボワール」をコンセプトに、2016年フランス・パリで誕生した。
創業者のフランソワ・モローは、幼少の頃よりヴィンテージ計測機器に魅了され、伝説的なモータースポーツのドライバーたちや、航空宇宙の開発に貢献したパイオニアたち英雄へオマージュを捧げるために銀行の経営幹部から時計製作へ転身。
自動車や潜水艦、航空機のスピードメーターや燃料計などにインスパイアされた大胆でユニークな時計を生み出している。
特許を取得したスイス製モジュール（ETA2824-2ベース）を搭載したコレクションは、〈240°のレトログラード ミニッツカウンター〉〈ジャンピングアワー〉〈パワーリザーブ〉を採用し、メーターのイメージや世界観を忠実に再現している。
2018年には、「ジュネーブ ウォッチ グランプリ」の“チャレンジ部門”にノミネートされ、世界中から注目を集めている新鋭ブランド。
創業2年足らずのブランドのノミネートは非常に希で、デザインや機構の秀逸さが高く評価されている。
高級宝飾品やファッションブランドが出店するエリアとして知られるパリのフォーブル・サントノーレ近隣に本社を構えている。
ブランドロゴは、1930年代に誕生した燃料タンク「ジェリカン」に由来。

## 歴史
- 2016年 - フランス・パリで誕生
- 2017年 - バーゼルワールド2017でのデビュー（2016年はほぼモジュールの開発に費やし、2017年のバーゼルワールドでようやく発表）
- 2018年 - 「ジュネーブ ウォッチ グランプリ」の“チャレンジ部門”にノミネート
- 2018年3月 - バーゼルワールド2018にも出店
- 2018年11月 - 満を持して日本に上陸（伊勢丹新宿店取扱開始）[2]
- 2019年1月 - 松坂屋名古屋店取扱開始
- 2019年6月 - LONG SLOW DISTANCE 東京、広島、福岡天神取扱開始

## 創業者・パートナー
公式サイトより一部引用

### フランソワ・モロー
幼少期から計器に魅入られ、時計の愛好家でもあったフランソワは、伝説のカーレーサーや先駆的なパイロットなど限界を超えようとする英雄たちをリスペクトする気持ちから、レゼルボワールを設立しました。
フランソワは、国際金融機関のトップマネージメントとして25年の経験を経た後、行動力とスキルを活かし、2015年会社を設立しました。時計への情熱を追い続け、革新的なコレクションを入念に作り上げます。研ぎ澄まされたデザイン感覚と周りに伝染しそうなクリエーティビティに恵まれたフランソワは、これまでにない本物のラグジュアリーウオッチを手頃な価格で届けたいという強い思いに突き動かされているのです。

### フランソワ・ナッカシュジ
フランソワは、世界50か所以上の販売拠点を持つ世界最高峰のスイス高級時計ブランドの中国子会社（ロレックス中国支社の元トップ）で、経営者として8年近年のマーケットの急激な変化を目の当たりにしてきました。新ブランドの立上げが市場の期待に応えることを確信し、レゼルボワールの冒険へ加わりました。
2000年にパリ政治学院を卒業したフランソワは、営業開発や事業開発に意欲的で、いち早くラグジュアリー分野で実務につきたいと思っていました。2002年から中国に駐在し、中国南部にワイン販売代理店の子会社を設立し、2007年に高級時計業界に入りました。

### フランソワ=マリー・ネイセンサス
フランソワ=マリは、新たな高級時計ブランド「レゼルボワール」誕生への道筋をつけ、起業という自らの思いを叶えました。ストーリーのある時計の愛好家であった彼のこだわりは、身につけることで他にない経験ができるような時計を作ることです。最高品質の貴重なオブジェを使って昔の英雄たちに敬意を表すことができるのは感動的です。
フランス国立工芸院とインシアード（INSEAD）の専門教育機関でエンジニアのダブル資格を取り、最近ではHEC経営大学院でエグゼクティブMBA を取得したフランソワ＝マリは、大手グループ（LVMHグループでタグ・ホイヤー部門の営業開発を12年）のフランス、ヨーロッパ、ラテンアメリカにおいて、グローバルブランドのマーケティング戦略、広報、デジタル分野でキャリアを積んできました。

## 製品の特徴
レゼルボワール社は、高度な複雑時計ムーブメントを設計するスイスの有名メーカーと提携し、3つの複雑機構を備える時計の精巧なメカニズムを開発。
124点の部品を使用し特別に設計されたテロス社製モジュールは、ジャンピングアワー、レトログラード、さらに分針の逆回しの負担を解消するデブレアージュ（クラッチ）の三つの複雑機構で特許を取得。これまで様々なブランドがレトログラードの時計を製造してきたが、分針を逆回しにすると不具合が出るなど、安全性が課題だった。しかし、レゼルボワールは従来とまったく異なる構造を採用することで、ストレスのないレトログラード機構を実現している。
同モジュールは、高い信頼性と28,800振動／時という精度で知られるETA 2824-2のムーブメントによって機械化。
レゼルボワールの全製品（2021年06現在）にレトログラードミニッツ、ジャンピングアワー、37時間のパワーリザーブが搭載。
多くのモデルでレザーストラップに加えて、NATOストラップが付属する。

## 代表モデル

### CARS

#### GT TOURシリーズ
- GT TOUR
- GT TOUR 371 SE 世界限定371本[6]
- GT TOUR CARBON 世界限定200本[7]
- GT TOUR BLUE EDITION 2020年10月1日発売[8][9]
- GT TOUR SKELETON 2020年11月発売[10]
- GT TOUR BLACK SKELETON IDEC SPORT EDITION 2020 世界限定24本 2020年12月15日発売[11]

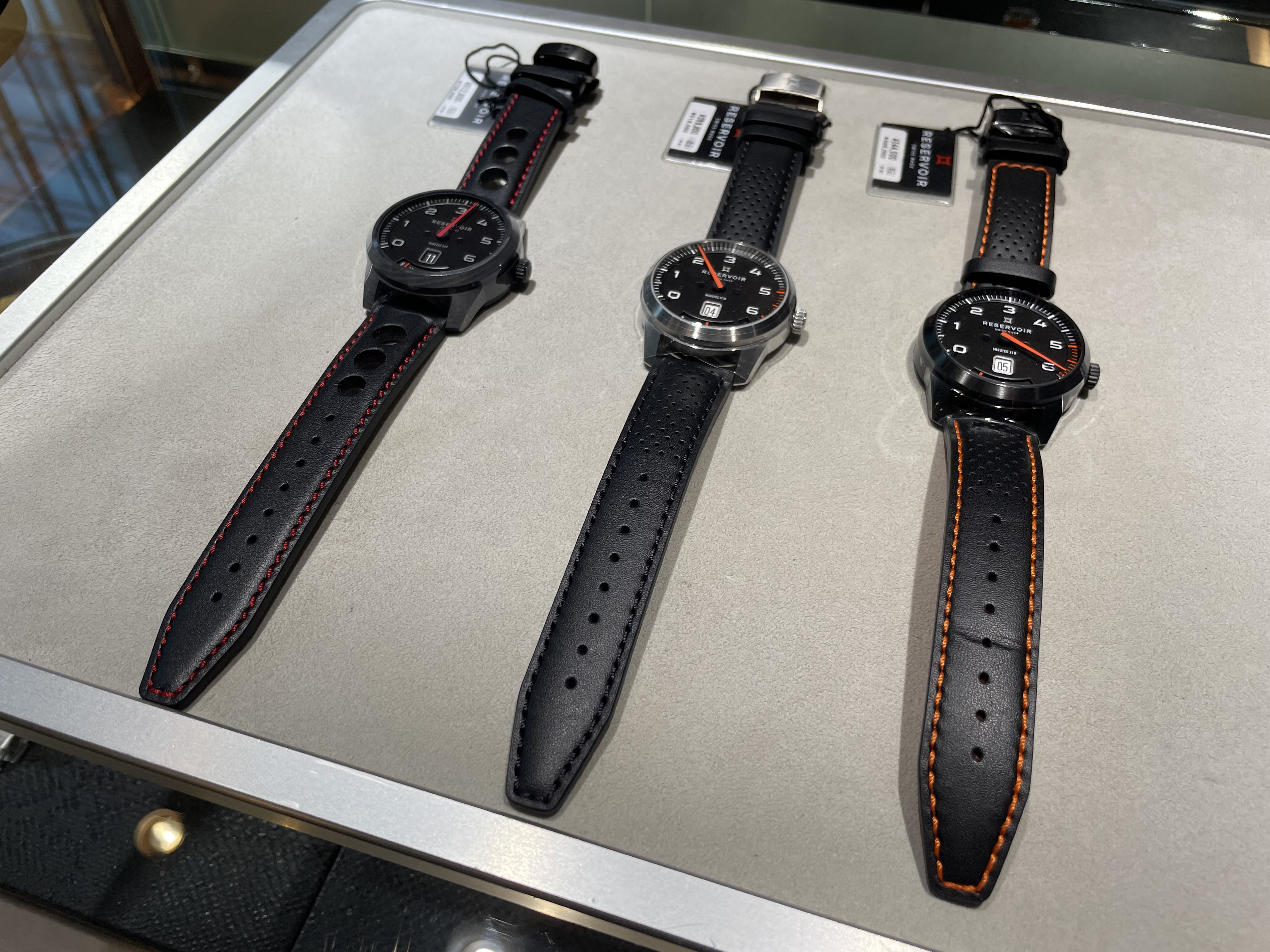
GT TOUR CARBON & GT TOUR & GT TOUR 371 SE

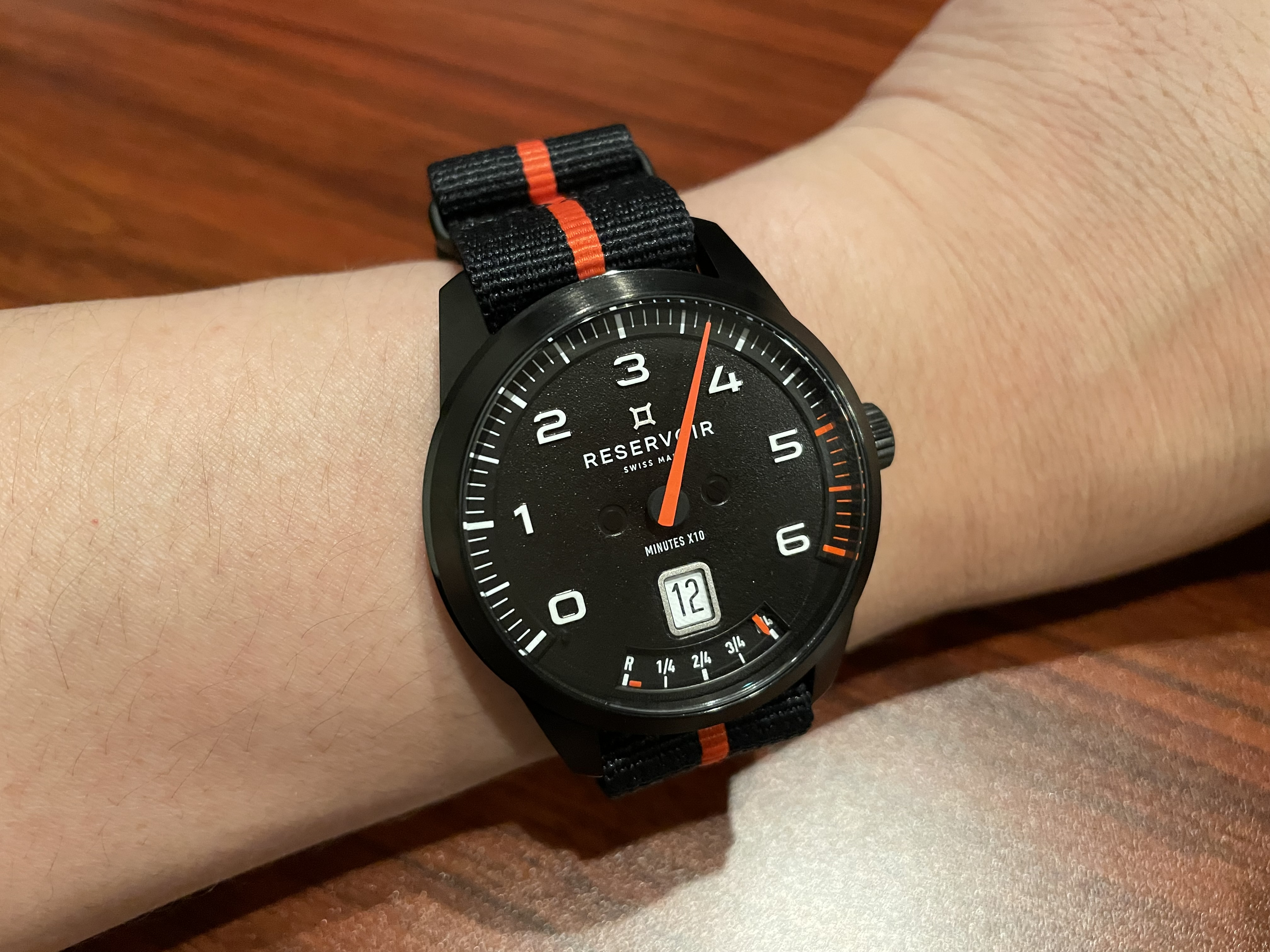
GT TOUR 371 SE & NATO STRAP

- KANISTER 2021年10月発売

#### SUPERCHARGEDシリーズ
- SUPERCHARGED CLASSIC
- SUPERCHARGED CLASSIC RED ZONE
- SUPERCHARGED SPORT
- SUPERCHARGED SPORT RED ZONE
- SUPERCHARGED SPORT RED ZONE II
- SUPERCHARGED COUPE DES ALPES 2019
- SUPERCHARGED COUPE DES ALPES 2020

#### LONGBRIDGEシリーズ
- LONGBRIDGE BRITISH RACING
- LONGBRIDGE ROYAL BLUE
- LONGBRIDGE CLUB

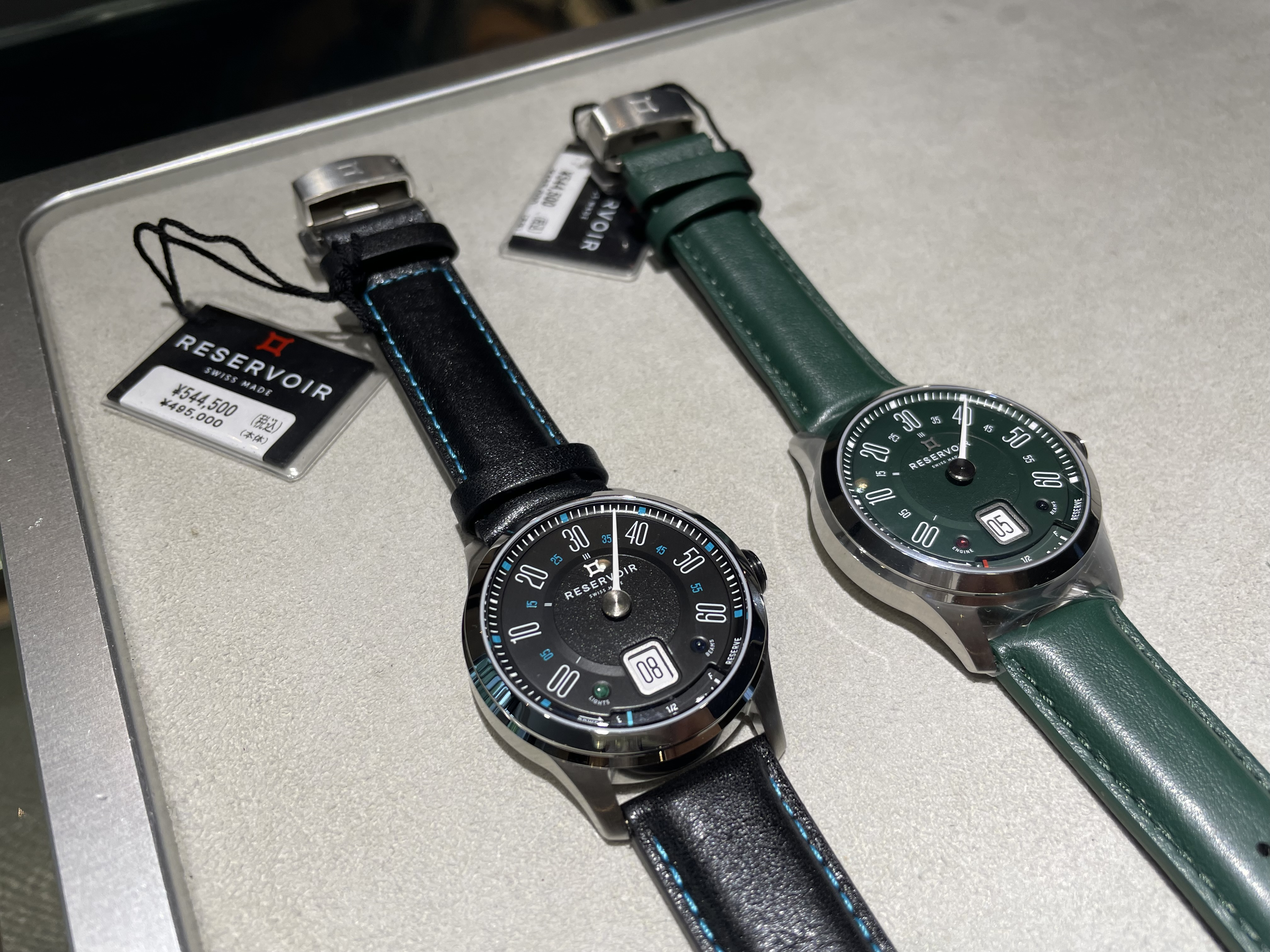
LONGBRIDGE ROYAL BLUE & LONGBRIDGE BRITISH RACING

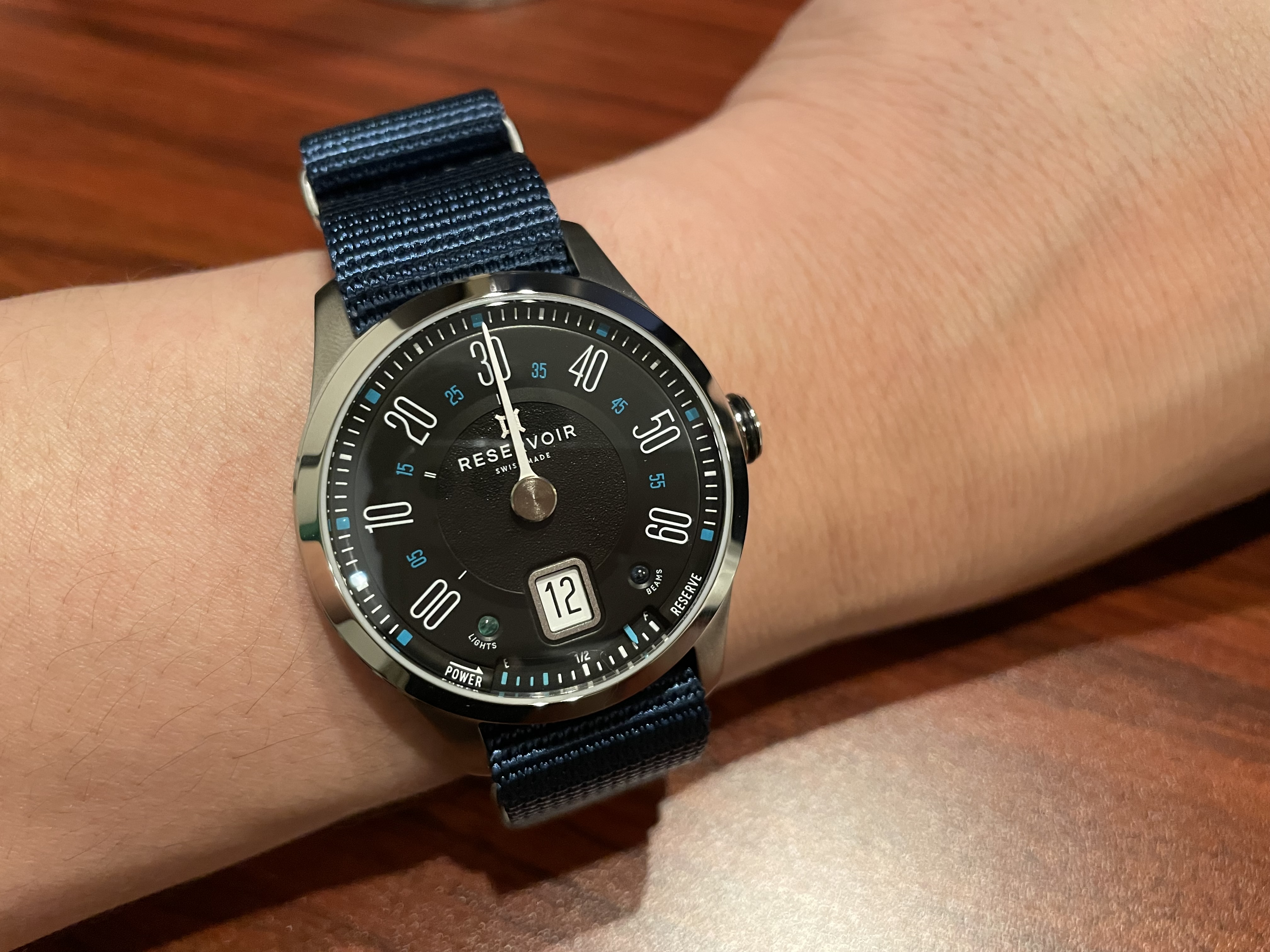
LONGBRIDGE ROYAL BLUE & NATO STRAP

- LADY LONGBRIDGE
- LONGBRIDGE CLUB ROSE GOLD
- LONGBRIDGE NIGHTFALL

#### BATTLEFIELDシリーズ
- BATTLEFIELD D-DAY

### MARINE

#### TIEFENMESSERシリーズ
- TIEFENMESSER
- TIEFENMESSER BRONZE
- TIEFENMESSER BRONZE MAXIME SOREL
- TIEFENMESSER BRONZE BRACELET PLUME
- TIEFENMESSER SEA HORNET

#### HYDROSPHEREシリーズ
- HYDROSPHERE AIR GAUGE
- HYDROSPHERE BLUE HOLE
- HYDROSPHERE BLACKFIN
- HYDROSPHERE BRONZE X REVOLUTION
- HYDROSPHERE THE GREG LECOEUR EDITION

### AERONAUTICS

#### AIRFIGHTシリーズ
- AIRFIGHT PROPELLER
- AIRFIGHT JET
- AIRFIGHT TITANE

## 日本輸入総代理店
- 一新時計株式会社

## 取扱店
- 東急百貨店さっぽろ店（北海道）
- 伊勢丹新宿店（東京都）
- 松坂屋上野店（東京都）
- LONG SLOW DISTANCE 東京（東京都）[12]
- 松坂屋名古屋店（愛知県）
- 林時計鋪（三重県）
- リストブティック ルイ ジェイアール京都伊勢丹店（京都府）
- LONG SLOW DISTANCE 広島（広島県）[13]
- 岡山天満屋 ウォッチギャラリー（岡山県）[14]